# فورت وين فيوري
فورت وين فيوري هو فريق كرة سلة أمريكي أٌسس عام 1991.